# Mistrzostwa Polski w Biathlonie 2025
56. Mistrzostwa Polski w biathlonie odbyły się w dniach 27–30 grudnia 2024 roku w Jakuszycach. Rozegrane zostały sprinty, biegi ze startu wspólnego i pojedyncza sztafeta mieszana.

## Terminarz i medaliści
| Data       | Konkurencja                  | Złoto                                                      | Srebro                                                             | Brąz                                                  |
| 28.12.2024 | Sprint mężczyzn 10km         | Konrad Badacz MKS Karkonosze Jelenia Góra BOSSM Czarny Bór | Jan Guńka BKS WP Kościelisko                                       | Kacper Guńka BKS WP Kościelisko                       |
| 28.12.2024 | Sprint kobiet 7,5km          | Anna Nędza-Kubiniec BKS WP Kościelisko                     | Barbara Skrobiszewska MKS Karkonosze Jelenia Góra BOSSM Czarny Bór | Kamila Cichoń IKN Górnik Iwonicz-Zdrój                |
| 29.12.2024 | Bieg masowy mężczyzn 15km    | Jan Guńka BKS WP Kościelisko                               | Fabian Suchodolski UKS Biathlon Chorzów BOSSM Żywiec               | Andrzej Nędza-Kubiniec BKS WP Kościelisko             |
| 29.12.2024 | Bieg masowy kobiet 12,5km    | Wiktoria Celczyńska KS AZS AWF Katowice                    | Joanna Jakieła BKS WP Kościelisko                                  | Monika Hojnisz-Staręga KS AZS AWF Katowice            |
| 30.12.2024 | Pojedyncza sztafeta mieszana | KS AZS AWF Katowice Patryk Bryn Wiktoria Celczyńska        | BKS WP Kościelisko I Wojciech Skorusa Amelia Liszka                | BKS WP Kościelisko II Kacper Guńka Gabriela Gąsienica |